# Чарлі Пейс
Чарлі Пейс (англ. Charlie Pace) — вигаданий персонаж і один з головних героїв американського телесеріалу «Загублені». Друг Клер.

## Біографія

### До авіакатастрофи
Чарлі — молодший син у родині, у нього є старший брат Ліам. У дитинстві на Різдво мати подарувала йому піаніно. Чарлі рано навчився плавати. Спочатку він боявся увійти в басейн, але батько зміг його умовити. В молодості він співав на вулиці і одного разу зустрівся там з Дезмондом. («Спалахи перед очима», 8-а серія 3-го сезону) Одного разу повертаючись додому, він врятував жінку (Надью) від грабіжника. За це вона назвала його героєм. («Вибране», 21-а серія 3-го сезону). Пізніше, Чарлі з братом організував музичну групу DriveShaft, де був басистом. Спочатку у братів нічого не виходило, але одного разу група уклала контракт на запис пісні, що стала хітом «„You All Everybody“». Чарлі єдиний член групи, який не приймав наркотики. Під час туру у Фінляндії Ліам дарує Чарлі кільце — фамільну реліквію, яке передається старшій дитині. Під час туру Чарлі звинувачує Ліама в тому, що він себе руйнує героїном і вимагає припинити тур. Ліам говорив до цього, що Чарлі — найважливіша людина в групі, в люті каже, що «він» (Ліам) це група, а імені басиста ніхто не знає. Перебуваючи в депресії, Чарлі починає приймати наркотики. Після народження племінниці, Чарлі відвідує новонароджену, в той час як Ліам не приїжджає подивитися на доньку. Слава групи починає забуватися. Ліаму вдається підбадьорити Чарлі, і той починає роботу над новою піснею. Чарлі повертається в колишній будинок і виявляє, що Ліам продав його піаніно, щоб оплатити лікування в клініці для наркозалежних в Сіднеї. Чарлі вирішується на крадіжку, щоб добути грошей на героїн. Він зачаровує заможну дівчину Люсі аби обікрасти її, але закохується й вирішує працювати на її батька. Все руйнується, коли Люсі дізнається про його споконвічні наміри. Пізніше, Чарлі дізнається про можливості для «DriveShaft» провести восьмитижневий спільний тур і летить у Сідней, щоб зустрітися з братом. Він намагається переконати Ліама відтворити групу, але той відмовляється. Раноком перед відльотом Чарлі прокидається на ліжку в своєму номері з жінкою і шукає дозу героїну. («Вихід. Частина 2», 24-а серія 1-го сезону)

### На острові

#### Сезон 1
Чарлі виявляється серед пасажирів, що впали разом з фюзеляжем. У перший вечір після катастрофи Чарлі бродив серед уламків літака. Він побачив Клер Літтлтон і підійшов до неї. Він запропонував їй свій плед, хоч у неї вже був один, пояснивши це тим, що вона (все ще вагітна Аароном) повинна зігрівати двох. Вона взяла плед, і вони розговорилися. Чарлі жартома запитав, чи перша ця авіакатастрофа в житті Клер, а потім підбадьорив дівчину, запевнивши в тому, що їх обов'язково врятують. Так почалися їхні романтичні стосунки. («Вибране», 21-а серія 3-го сезону)
Незабаром після катастрофи Чарлі зрозумів, що сильно потребує дози. Він навязався Джеку і Кейт і вирушив з ними на пошуки передавача з переднього відсіку літака. Поки Джек і Кейт оглядали зруйновану кабіну пілота, Чарлі шукав в туалеті свою героїнову заначку. («Пілот. Частина 1», 1-а серія 1-го сезону)
Після того, як передавач полагодили, Кейт зібрала групу уцілілих в тому числі й Чарлі. Вони видерлися на прямовисну скелю, де почули позивні Руссо з проханням про порятунок. Під час походу на групу напав білий ведмідь, якого вбив Соєр. («Пілот. Частина 2», 2-а серія 1-го сезону)
На четвертий день Чарлі побачив тонувшу в морі жінку. Він щодуху побіг до Джека за допомогою, так як за власним визнанням, не вмів плавати. («Білий кролик», 5-а серія 1-го сезону) Проте в кінці третього сезону з'ясовується, що Чарлі чудово плаває і навчився цього ще в дитинстві. («Через дзеркало», 22-а серія 3-го сезону)
Після того, як перший шок після аварії відступив, Чарлі став дуже доброзичливим і подружився з багатьма уцілілими, у тому числі з Саїдом, Джеком та Херлі. Джон Локк допоміг Чарлі зав'язати з наркотиками, пропонуючи віддати дозу в обмін на його улюблену гітару. («Будинок висхідного сонця», 6-а серія 1-го сезону)
Спочатку Чарлі був вдячний, але незабаром почав страждати через ломку і почав просити Локка віддати йому наркотик. Джон відповів Чарлі, що він може попросити героїн тричі. І на третій раз він його віддасть. Джон дотримав свою обіцянку. Але коли Чарлі отримав наркотики, то кинув їх у вогонь. Так почався довгий і болісний шлях боротьби з ломкою.
У той же день Чарлі посварився з Джеком в печерах, де спровокував обвал однієї з них, в результаті чого Джек опинився під купою каменів. Чарлі зголосився пролізти через неї і врятувати Джека, що йому вдалося («Метелик», 7-а серія 1-го сезону).
Чарлі швидко подружився з Клер Літтлтон, вагітною дівчиною, з якою він познайомився в перший же вечір. Він вирішив оберігати її і допомагати їй. Потім Чарлі переселився до печери разом з групою інших уцілілих. А коли Клер не захотіла йти і виявила бажання залишитися на пляжі, він переконав її. Як переконливим «аргументом» він використовував уявну горіхову олію (він знав, як вона її любить). Йому вдалося роздобути порожню баночку.
Чарлі почав відчувати до Клер прихильність, яка переросла в справжню любов.
Разом з Джеком і Херлі Чарлі знайшов спосіб доставки у табір прісної води.
Коли Клер почали постійно снитися кошмари, зокрема, про те, що на неї нападають серед ночі, Чарлі всерйоз занепокоївся. Дівчина запевняла, що це не сни, і що напади відбувалися насправді. Чарлі їй вірив і не погоджувався з тими, хто говорив, що це лише наслідки стресу і ніякої небезпеки насправді немає.
Він виявився правий в тому, що вірив Клер: Ітан Ром був Інакшим, який вдавав себе за одних з тих, що уціліли в катастрофі, підстерігав Клер і Чарлі в джунглях. Він напав на них і викрав Клер. («Вирощений інакшими», 10-а серія 1-го сезону)
А Чарлі повісив за шию на гілці і залишив помирати. Кейт і Джек знайшли його і Джек зумів повернути Чарлі до життя. Чарлі відмовився розповідати, що саме сталося («У всіх кращих ковбоїв були проблеми з батьками», 11-а серія 1-го сезону).
Після викрадення Чарлі відсторонився від решти тих, що уціліли, відмовляючись говорити що-небудь про подію в джунглях. Роуз допомогла Чарлі примиритися з думкою про викрадення Клер. Вона розповіла йому, як сама вірить в те, що її чоловік все ще живий, хоча ніяких підтверджень того немає: в той момент, коли літак розвалився в повітрі на частини, він перебував у хвостовому відсіку («Що б у цьому кейсі не було», 12-а серія 1-го сезону).
Коли Локк і Бун прийшли в табір після того, як в обстановці суворої секретності цілий день копали в джунглях, Клер несподівано повернулася. Вона вийшла з джунглів, не пам'ятаючи нічого про те, що було після аварії. Вона забула і про свою дружбу з Чарлі. А він не сказав їй, що сталося, і не пояснив, чому всі на неї так дивно дивляться. Але Клер вдається все з'ясувати з допомогою Шеннон. Клер погоджується стати «наживкою»: з її допомогою уцілівші сподівалися зловити і допитати Ітана. План провалився: Чарлі вбив його шістьма пострілами в груди (Повернення додому", 15-а серія 1-го сезону).
Саїд поговорив з Чарлі і сказав йому, що «те, що сталося з Ітаном, буде з тобою до кінця твоїх днів». Саїд каже, що Чарлі не самотній, і що про це йому не слід забувати. Незабаром після цього Клер народила здорового хлопчика, якого назвала Аарон («Не нашкодь», 20-а серія 1-го сезону).
Через пару днів після цього в табір уцілілих прийшла Даніель Руссо. Вона розповіла про те, що її дочку Алекс багато років тому забрали Інакші. І тепер вона прийшла попередити, що Інакші прийдуть за Аароном. («Вихід. Частина 1», 23-а серія 1-го сезону)
Однак потім Руссо різко змінила свою позицію, напала на Клер і вкрала її дитину, сподіваючись обміняти Аарона в Інакших на свою зниклу дочку. Чарлі і Саїд кинулися наздоганяти її — Чарлі пообіцяв Клер, що поверне дитину. Під час переслідування Чарлі потрапив у пастку Руссо і був поранений. Вони зупинилися біля старого літака, потерпілого крах на Острові. Саїд розповів Чарлі, що всередині знайдені статуетки Діви Марії з героїном. У ту ж ніч їм вдалося зловити Руссо і врятувати Аарона. Озлоблений Чарлі назвав Руссо жалюгідною — точно таким же епітетом його охрестила Лілі в ніч перед вильотом. Вони з Саїдом повернулися до печери, і Чарлі повернув Аарона щасливій матері. Але ідилічну картину возз'єднання затьмарив один факт: статуетка Діви Марії в рюкзаку Чарлі («Вихід. Частина 2», 24-а серія 1-го сезону).

#### Сезон 2
Чарлі не відразу довідався про люк і почав злиться на Херлі, коли той не дав йому арахісового масла для Клер. Пізніше Містер Еко свариться з Чарлі через статуетки. Чарлі відводить Еко до літака, де він їх знайшов, і разом з ним спалює їх. Тим не менш, він залишає собі дозу і ховає її в джунглях. Незабаром Чарлі починають снитися сни, в яких Аарон тоне. Він шукає підтримки в Еко і Джона. Локк підозрює його у вживанні наркотиків. Після цього, Чарлі викрадає дитину і намагається хрестити його. Його ловлять і Джон його б'є. Після такого приниження Чарлі допомагає Соєру поцупити медикаменти та зброю; він інсценує спробу викрадення Сун Інакшими. Соєр пропонує йому героїн в якості винагороди, але Чарлі відмовляється, задоволений приниженням Локка.
Саїд розповідає Чарлі про заручника в люку, Генрі Гейла. Вони разом із Аною-Люсією відправляються в джунглі на пошуки повітряної кулі Генрі. На наступний день вони знаходять кулю і могилу, яку він їм описав. Однак Саїд вирішує розкопати могилу і виявляє, що похована там людина і є Генрі Гейл. Також він знаходить з містером Екол літак наркоторгівців і по дорозі зустрічають димового монстра. Чарлі допомагає Еко будувати церкву. Коли Еко відмовляється від подальшого будівництва, Чарлі продовжує без нього. Знайшовши коробку з вакциною, він вирішує віддати її Клер та Аарону. Незабаром після цього Чарлі знаходить заховані статуетки з героїном і викидає їх у море, звільняючись від залежності. Пізніше Містер Еко просить допомогти Чарлі підірвати двері в бункері. Чарлі показує Еко, де знаходиться динаміт. Він спускається з ним у люк і через двері говорить Локку про наміри Еко. Йому вдається врятуватися від вибуху. Він вибирається з люка за секунду до того, як Дезмонд повертає ключ. У цю ж ніч він відновлює свої відносини з Клер, вони цілуються.

#### Сезон 3
На наступний день після того, як люк схлопнувся, Чарлі сторожить намет, в якому Джон бачить галюцинації. Удвох вони вирушають на пошуки Еко, якого знаходять у печері білого ведмедя. Вони відносять його в табір. Під час грози прямо перед наметом Чарлі і Клер Дезмонд ставить громовідвід, в який вдаряє блискавка. Пізніше, він біжить на берег і рятує Клер з води. Чарлі і Херлі напоюють його, щоб з'ясувати, як він здогадався про блискавку та про Клер. Спочатку Дезмонд ухиляється від відповіді, але потім каже Чарлі, що насправді рятує його і що Чарлі повинен померти. Після цього Чарлі знаходиться в депресії, але Херлі піднімає йому настрій поїздкою на автомобілі, знайденому в джунглях.
Коли Сун говорить, про те, що Ніккі і Пауло могли бути вбиті Інакшими, Чарлі зізнається їй, що це він потягнув її в джунглі. Чарлі піклується про Аарона, коли Клер захворює. Спочатку він не хоче приймати допомогу від Джульєт. Згодом, Чарлі разом з Дезмондом, Херлі і Джином вирушає у похід, де вони знаходять впалу парашутистку Наомі. Після повернення в табір, вони нічого не говорять Джеку, але Чарлі говорить про Наомі Саїду. Коли Джек повідомляє про свій план порятунку, Чарлі добровільно погоджується поплисти з Дезмондом на станцію «Дзеркало», хоча знає, що повинен загинути там. Йому вдається відключити обладнання, що блокує сигнали, і зв'язатися з Пенелопою Відмор. Він дізнається, що Пенні не знає ні про який човен з рятувальниками, і в цей момент Михайло за допомогою гранати підриває ілюмінатор в кімнаті зв'язку. Вона починає заповнюватися водою і Чарлі закривається зсередини, щоб врятувати Дезмонда. Через скло в дверях він показує Дезмонду напис на долоні, зроблений фломастером,— «Not Penny's Boat» («Цей човен не Пенні»).

#### Після порятунку Шістки Oceanic
Через деякий час після порятунку шістки Ошеаник, Чарлі почав бачитися Херлі. Вперше Херлі побачив його в магазині і кинувся бігти. Він скочив у машину і погнав з шаленою швидкістю, руйнуючи все на своєму шляху. У результаті його забрала поліція. Потім він був відправлений до психлікарні — Психіатричний Інститут Святої Рози, де вже лікувався до свого прибуття на острів. Там Чарлі знову навідався до Херлі. Інший пацієнт вказав в ту сторону, де з'явився Чарлі, і сказав: «До тебе прийшли». Можливо, він теж його бачив. Але з певністю це не було показано. Чарлі сказав Херлі, що вони чекають його. Херлі замружився і почав, перебиваючи Чарлі, повторювати: «Тебе тут немає!» а потім порахував до п'яти. Коли він відкрив очі, Чарлі і правда не було. Він зник («Початок кінця», 1-а серія 4-го сезону).